# Flammpanzer 38(t)
Flammpanzer 38(t) – niemiecki samobieżny miotacz ognia na podwoziu niszczyciela czołgów Hetzer. Powstało 20 takich wozów zbudowanych na przełomie listopada i grudnia 1944 roku. Zamiast armaty 7,5 cm L/48 PaK 39 miały one zamontowany miotacz ognia Flammenwerfer 41. Zbiornik cieczy zapalającej o pojemności 600 l znajdował się wewnątrz kadłuba.
Zbudowane pojazdy wcielono do dwóch  batalionów samobieżnych miotaczy ognia (Flammpanzer Abteilung). Wzięły one udział w ofensywie w Ardenach